# Fort Smith Regional Airport

i7
i11
i13
Der Fort Smith Regional Airport (IATA-Code: FSM, ICAO-Code: KFSM) ist ein Regionalflughafen im Südosten von Fort Smith ganz im Westen des US-Bundesstaats Arkansas, der 1939 eröffnet wurde. 
Seit 1953 wird der Flugplatz als Militärflugplatz mitgenutzt. Seinerzeit wurde der militärische Bereich als Fort Smith Air National Guard Station und wird, wie der Name nahelegt, hauptsächlich von der Arkansas’ Air National Guard genutzt. Die Streitkräfte bezeichne ihnen heute als Ebbing Air National Guard Base. 
Der militärische Bereich befindet sich nordwestlich des kreuzförmigen Landebahnsystems (im Bild vorne links) und das kleine zivile Terminal liegt nordöstlich (im Hintergrund links).

## Militärische Nutzung
Die Basis wird heute wie folgt genutzt:
- Das 188th Wing (188. Geschwader) der Arkansas Air National Guard, dem eine fliegenden Staffel, die seit 2014 mit MQ-9-Drohnen ausgerüstet ist, sowie einige nicht fliegende Staffeln mit Aufgaben wie Aufklärung und Missionsunterstützung unterstellt sind.
- Die 2024 reaktivierte 85th Fighter Group, sie untersteht dem 33rd Figher Wing in Eglin, dient seit September 2024 (neben dem 56. Fighter Wing auf der Luke AFB) mit zunächst einer fliegenden Staffel als zweiter Ausbildungsverband, inklusive eines Simulatorzentrums, für ausländische F-35-Kunden.[1] Die ersten Luftfahrzeuge trafen Ende 2024 auf der Basis ein.[2] Zu den Kunden zählen neben den Luftstreitkräften Polens, Finnlands, der Schweiz und Singapurs auch die deutsche Luftwaffe[3][4][5][6][7]. Singapur wird auch seine F-16-Ausbildung von Luke hierher verlagern.